# Allocation de garde d'enfant à domicile
 (signalé en juillet 2025).
Si vous disposez d'ouvrages ou d'articles de référence ou si vous connaissez des sites web de qualité traitant du thème abordé ici, merci de compléter l'article en donnant les références utiles à sa vérifiabilité et en les liant à la section « Notes et références ».
- Archive Wikiwix
- Bing
- Cairn
- DuckDuckGo
- E. Universalis
- Gallica
- Google
- G. Books
- G. News
- G. Scholar
- Persée
- Qwant
- (zh) Baidu
- (ru) Yandex
- (wd) trouver des œuvres sur Wikidata

L'Allocation de Garde d'Enfant à Domicile (AGED) est une ancienne prestation créée en 1986 et versée par les Caisses d'allocations familiales. Elle a été remplacée par le Complément de libre choix du mode de garde (CMG) de la PAJE à partir du premier janvier 2004.